# Carlo Mazzolani
Carlo Giuseppe Filippo Stefano Mazzolani Patrizio di Imola e di Faenza (Fossombrone, 6 maggio 1829 – Roma, 11 maggio 1913) è stato un magistrato, patriota e politico italiano.

## Biografia
Compie gli studi inferiori e superiori nel collegio dei padri scolopi di Urbino e si laurea in giurisprudenza all'Università di Bologna. Nel 1850, dopo il ritiro degli austriaci, entra a far parte della Giunta provvisoria di governo di Senigallia, dove la sua famiglia si è nel frattempo trasferita. Rioccupata Senigallia dall'esercito Stato Pontificio viene processato per lesa maestà e sfugge alla condanna a morte grazie ad un intervento delle truppe sabaude, che gli consente di evadere, di riparare a San Marino ed infine ricongiungersi al governo rivoluzionario nella sua nuova sede di Bologna. Tra il 1858 e il 1861 è giudice al tribunale di prima istanza di Ferrara e Bologna. 
Con la nomina a funzionario del ministero della giustizia, voluta dal ministro Giovanni Battista Cassinis, inizia per il Mazzolani la carriera che lo vede capo sezione degli affari penali. Diventa consigliere di Stato, terminando con il grado di presidente della II sezione.
Giudice al Tribunale supremo di guerra e marina, è stato membro della Commissione per la promulgazione dei nuovi codici civile e penale del Regno d'Italia.

## Commemorazione
(Senato del Regno, Atti parlamentari. Discussioni, 12 maggio 1913.)